# 乌克兰超微技术
乌克兰超微技术（羅馬化：TOVARYSTVO Z OBMEZHENOYU VIDPOVIDALʹNISTYU UKRAYINSʹKI PEREDOVI MIKROTEKHNOLOHIYI IMENI V. O. KHYTRYKA, TOV UPM，直译：以V. O. KHYTRYKA命名的乌克兰超微技术有限责任公司，通常简称UPM）——一家属于乌克兰国防行业的企业，专门生产用于装甲战斗车辆的爆炸反应装甲。

## 历史
公司成立于2017年。据企业负责人Oleksandr Guchenkov介绍，公司团队的专家主要来自微技公司。
2021年10月，战略工业部将公司列入国家国防令执行者名录。

## 相关词条
- 微技

## 引文
1. ↑  . 防务快报. 2018-08-20  [2023-04-17]. （原始内容存档于2024-12-03）.
2. ↑  . 防务快报. 2018-09-25  [2023-04-17]. （原始内容存档于2024-11-27）.
3. ↑  . Ukrainian Military Pages. 2021-10-25  [2023-04-17]. （原始内容存档于2021-10-25）.